# Dixa rostrata
Dixa rostrata är en tvåvingeart som beskrevs av Edwards 1933. Dixa rostrata ingår i släktet Dixa och familjen u-myggor. Inga underarter finns listade i Catalogue of Life.